# Leyenda de Lupe Hernández
Se dice que Guadalupe Hernández o Lupe Hernández fue una estudiante de enfermería reconocida por haber creado el gel antibacterial en 1966. Sin embargo, esto es controvertido ya que los intentos de verificar el dato por investigadores independientes del periódico The Washington Post, el museo Museum of American History y el diario Los Angeles Times han resultado infructuosos. Sin embargo, la historia se volvió "viral" durante la pandemia de COVID-19 de 2020 con muchos reportajes en la prensa.

## Biografía
Según aparece en algunos reportes, Guadalupe era de origen latino y estudiante de enfermería en Bakersfield, California, ciudad cuyas principales actividades eran la agricultura y la minería, por lo que le preocupaban las personas que necesitaban lavarse las manos pero que no tenían acceso al agua. La única referencia sobre su trabajo se encontraba en The Growth and Development of Nurse Leaders, Second Edition.
Los intentos posteriores de verificar la historia o identificar a Hernández han resultado infructuosos. En 2020, en medio de la pandemia de COVID-19 que conllevó un mayor interés en la higiene, el National Museum of American History de Washington D. C., investigó esta afirmación y no pudo encontrar una patente relevante u otra prueba para apoyar la historia.

## Gel antibacterial
Para crear el gel, Guadalupe mezcló alcohol etílico con agua astringente y glicerina para desinfectar las manos. Aunque patentó su invento, este se utilizó exclusivamente en hospitales hasta 1988. El primer gel comercial fue Purell.  El uso del gel antibacterial se popularizó con la pandemia de influenza AH1N1, en 2009 y posteriormente con la pandemia de COVID 19 en 2020.